# Sybaris yakkala
Sybaris yakkala es una especie de coleóptero de la familia Meloidae.

## Distribución geográfica
Habita en Sri Lanka.